# Brian Wallows and Peter's Swallows
Brian Wallows and Peter's Swallows (titulado Charcas de Brian y golondrinas de Peter en España y Brian y Peter en acción en Hispanoamérica) es el decimoséptimo de la tercera temporada de la serie Padre de familia emitido el 17 de enero de 2002 a través de FOX. La trama se centra en Brian, quien después de ser sentenciado con servicios comunitarios, debe cuidar a una anciana a la que encuentra insoportable hasta que descubre un secreto sobre ella que le hará cambiar de parecer, mientras Peter decide dejarse barba, la cual pasa a ser un nido improvisado de una golondrina en peligro de extinción.
El episodio está escrito por Allison Adler y dirigido por Dan Povenmire. La producción recibió alabanzas por parte de los críticos y se llevó un Premio Emmy a la mejor canción por You've Got a Lot to See. Como artistas invitados, prestan sus voces a sus respectivos personajes: A. J. Benza, Gary Cole, Adria Firestone, Melora Hardin, Butch Hartman, Phil LaMarr, Jane Lynch, Nicole Sullivan y Wally Wingert además del reparto habitual de la serie.

## Argumento
Brian empieza a estar harto de salir con mujeres de escaso intelecto y comienza a deprimirse. Para levantarle el animo, Lois le pide a Peter que se lo lleve a un espectáculo de música rock con proyecciones de láseres al que tenía pensado ir con Quagmire y Cleveland, sin embargo, el ver a varias parejas enamoradas le deprime aún más y comienza a beber. De vuelta a casa, es detenido por Joe por conducir bajo los efectos del alcohol. 
Un mes después, Brian comparece ante el juez, el cual le sentencia a 100 horas de servicios comunitarios y le asigna el cuidado de una anciana agorafobica llamada Pearl Burton. Pronto Brian descubre que la susodicha anciana es una mujer desagradable y que no para de molestarle desde el primer día hasta que finalmente Brian, en un arranque de rabia decide marcharse no sin antes maldecirla con malas palabras.
De vuelta a casa, mientras ve un documental sobre una desaparecida cantante de los años 40 y 50 a la cual se la cree muerta, descubre que hablan de una joven Pearl Burton, cantante de jingles para cuñas de radio y que desapareció de la vida pública después de que en su debut en Carnegie Hall nadie apreciara su talento. Brian decide volver a casa de Burton justo en el momento en el que se iba a ahorcar hasta que es salvada en el último instante. Tras arrepentirse de sus palabras y alabarla por su actuación de joven, Pearl empieza a cambiar de parecer y ambos empiezan a entablar amistad hasta tal punto de invitarla a salir. Casualmente, tras vencer su fobia a la calle es atropellada por un camión y es llevada de urgencia al hospital junto con Brian, el cual decide pasar con ella los últimos segundos de vida para volver a quedarse solo de nuevo.
Por otra parte y después de ver un programa de The Life and Times of Grizzly Adams, Peter decide dejarse barba para malestar de Lois. Una vez bien cerrado de vello facial, mientras está cenando fuera con su familia, una golondrina aprovecha para anidar, lamentablemente, se trata de un ave catalogada en peligro de extinción y no puede abandonar el rostro de Peter hasta que termine de incubar a los polluelos. Al no poder hacer nada al respecto, Peter trata de vivir lo mejor posible con el "nuevo inquilino" hasta que se cansa de los graznidos del animal y decide disparar al pájaro con un revólver hasta que Lois, al verle, forcejea con su marido para que no lo haga, accidentalmente rompe una ventana y el ave por fin se marcha.
Aliviados por el hecho de que la golondrina se haya ido de sus vidas, los dos empiezan a escuchar píos de dentro de la barba en los que aparecen tres crías de golondrinas. Al ver en los polluelos, cierta similitud con sus hijos, a Peter le despierta de repente un instinto paternal que le lleva a ocupar el lugar de la madre. No obstante, a medida que pasa el tiempo, los pájaros empiezan a crecer y Peter se niega a dejarlos ir hasta que Lois le convence de que toda madre sabe cuándo los polluelos deben abandonar el nido. Peter comprende que su mujer tiene razón y decide dejarles que emprendan su camino en una triste despedida.
Más tarde en el bar, Brian y Peter beben al mismo tiempo que rememoran con pesar sus experiencias cuando de pronto, Peter descubre que una bella mujer le ha puesto a Brian el ojo aunque el can le responde que no está preparado para una nueva relación, en cambio, Brian también se percata de que una hembra de canario de tamaño humano ha detectado el instinto paternal de Peter. No obstante, él se encuentra igual de deprimido que Brian para iniciar una aventura.

## Producción

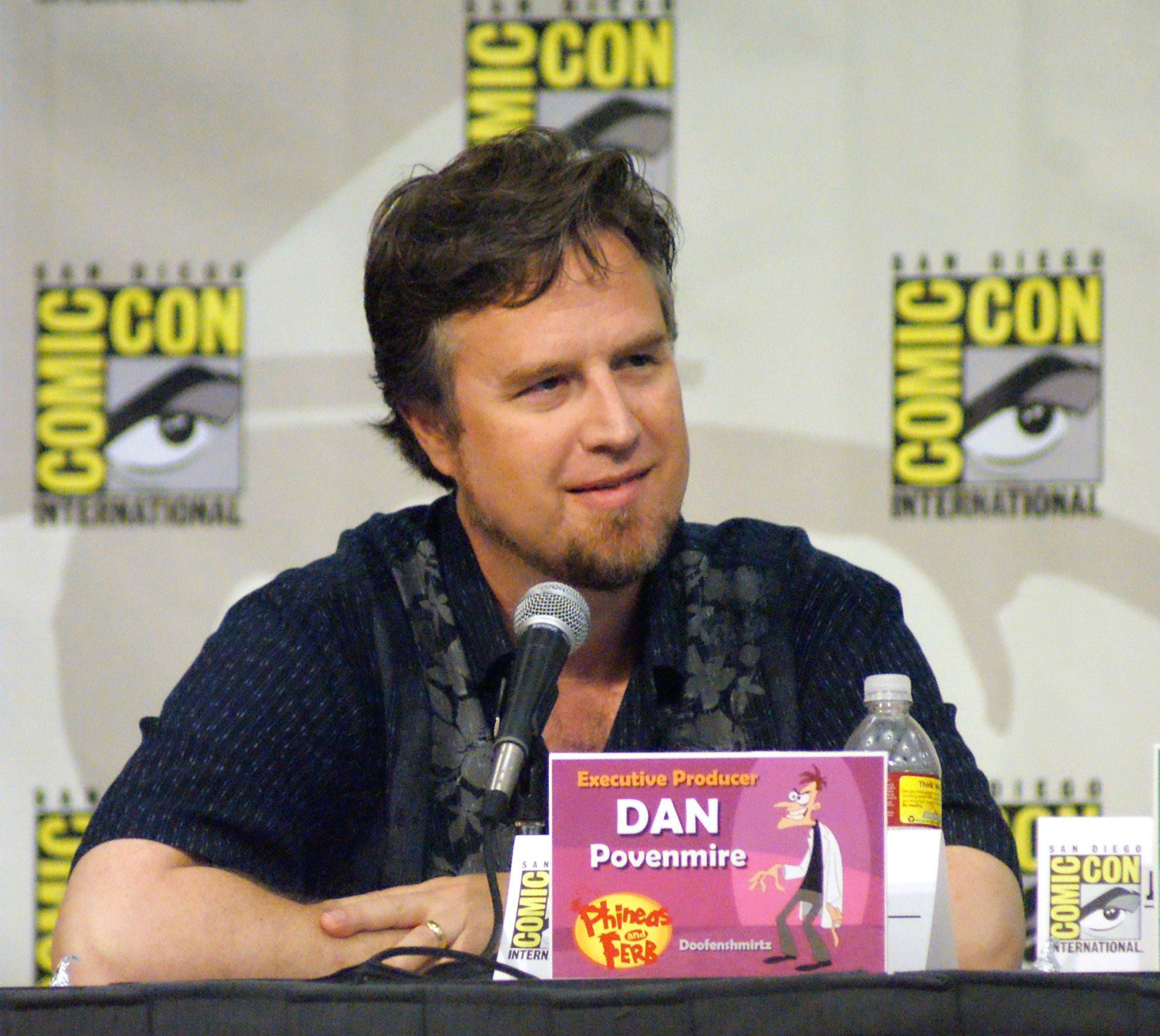
Dan Povenmire dirigió el episodio.

Este fue el primer y único episodio escrito por Allison Adler antes de pasarse a Chuck, en cuanto al director, Dan Povenmire dirigió el episodio antes de la conclusión de la tercera temporada.
En un principio, no estaba planeado hacer un final sentimental. Seth MacFarlane pretendía finalizar el mismo con un gag como en cualquier otro episodio. Sin embargo Borstein y Adler le convencieron de que el capítulo tendría más aceptación si finalizara de una manera más discreta; en el audiocomentario del DVD de la tercera temporada, el equipo identificó este episodio como el único episodio de la serie que contenía "aútenticas emociones humanas".
Tras los atentados del 11 de septiembre de 2001, la 20th Century Fox decidió suprimir digitalmente las Torres Gemelas de la escena musical al igual que la escena en la que Brian enseñaba una carta de tarot en la que aparecía George W. Bush ebrio.
Aparte del reparto habitual de la serie, el episodio contó con la participación del columnista y presentador de televisión A. J. Benza, los actores Gary Cole, Melora Hardin, Phil LaMarr, Jane Lynch, Nicole Sullivan y Wally Wingert, la cantante de opera Adria Firestone y el guionista Butch Hartman. La actriz Lori Alan y el guionista Mike Barker también hicieron apariciones menores.

## Referencias culturales

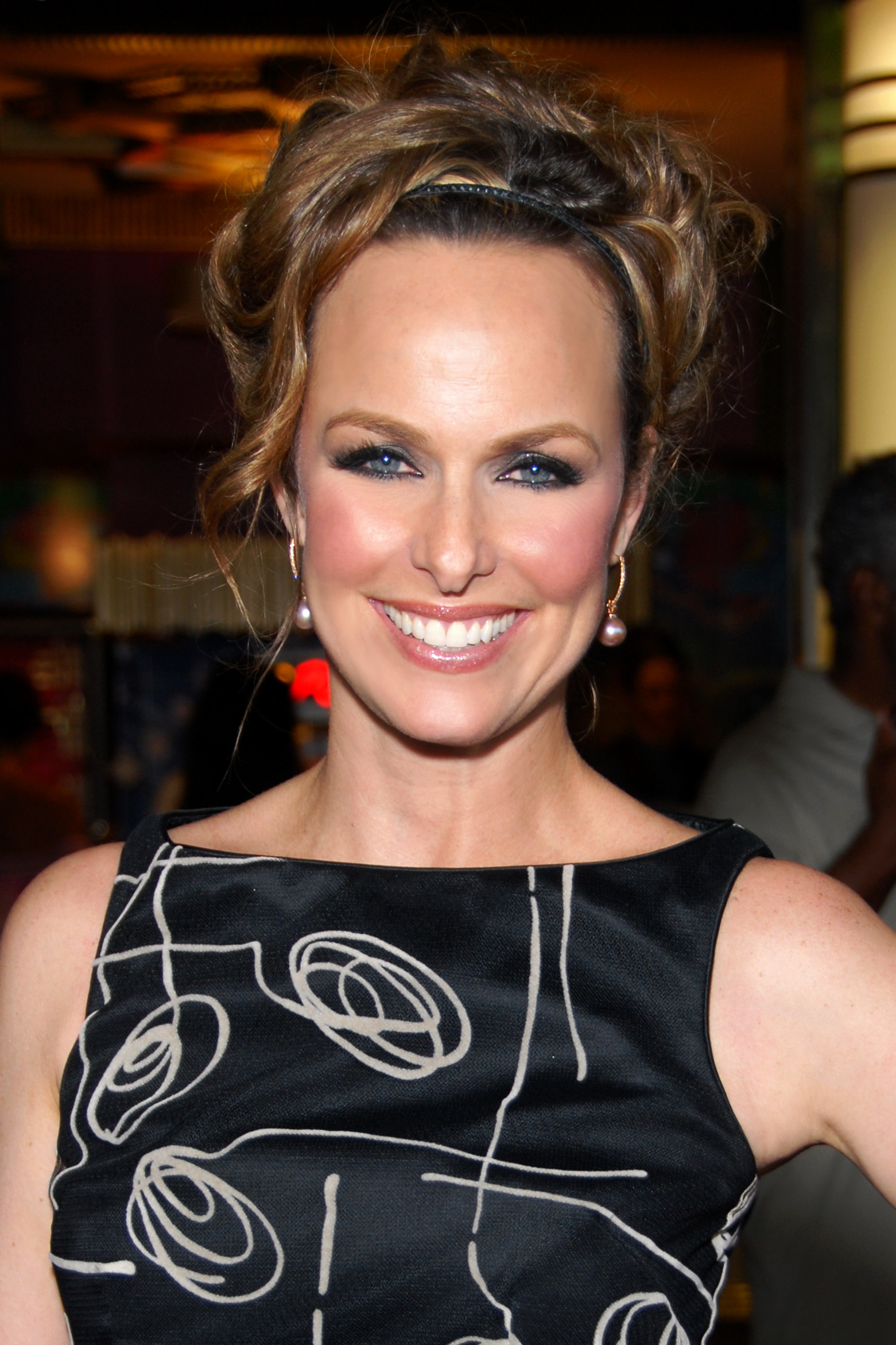
La actriz Melora Hardin prestó la voz al personaje de Burton.